# Yui Yatyoe
Yui Yatyoe (Thai: ยุ้ย ญาติเยอะ, * 19. Februar 1978  in Bangkok, Thailand) ist eine Luk-Thung-Sängerin in Thailand. Sie gehört zu den bekanntesten Luk-Thung-Sängerinnen.

## Lebenslauf
Yatyoe ist die Tochter von Chana-Saiyud Preedakul. Sie hat 1987 an der Casting-Show Concert Contest teilgenommen.
1995 war sie eine Sängerin des Four-S-Labels und hat viel populäre Musik, darunter Phok Miea Ma Dua Ruea (thailändisch: พกเมียมาด้วยเหรอ), Noo Chop Chop Maa (thailändisch: หนูช๊อบชอบ), Hoa Hai Duea (thailändisch: ห่อให้ด้วย), Khun Nai Khaa Ma Laeng Saab (thailändisch: คุณนายขาแมลงสาบ) usw. veröffentlicht.
Sie wurde mit Choo-Chat Phongtrakool (thailändisch: ชูชาติ ผ่องตระกูล) verheiratet und hat einen Sohn.

## Diskographie (Auswahl)

### Alben
- Yuei Pen Sao Laew Wan Raek Juea Luey ยุ้ยเป็นสาวแล้ว ชุด 1 วันแรกเจอเลย (1995)
- Yuei Pen Sao Laew Loea Khee Taek Khee Taen ยุ้ยเป็นสาวแล้ว ชุด 2 หล่อขี้แตกขี้แตน (1995)
- Yuei Pen Sao Laew Wan Raek Juea Luey ยุ้ยเป็นสาวแล้ว ชุด 3 ขึ้นเอ๊า ขึ้นเอา (1995)
- Yuei Pen Sao Laew Lueak Miea Bok Maa ยุ้ยเป็นสาวแล้ว ชุด 4 เลิกเมียบอกมา (1996)
- Yuei Pen Sao Laew Tieam Niew ยุ้ยเป็นสาวแล้ว ชุด 5 เต็มเหนี่ยว (1996)
- Yuei Pen Sao Laew Rak Khon Loea Ngoa Khon Ruey ยุ้ยเป็นสาวแล้ว ชุด 6 รักคนหล่อง้อคนรวย (1997)
- Yuei Pen Sao Laew Yoea Aa Rome ยุ้ยเป็นสาวแล้ว ชุด 7 เหยื่ออารมณ์ (1997)
- Yuei Pen Sao Laew Phok Miea Ma Duea Ruea ยุ้ยเป็นสาวแล้ว ชุด 8 พกเมียมาด้วยเหรอ (1997)
- Yuei Pen Sao Laew Hoa Hai Duea ยุ้ยเป็นสาวแล้ว ชุด 9  ห่อให้ด้วย (1998)
- Yuei Pen Sao Laew Noo Chop Chop ยุ้ยเป็นสาวแล้ว ชุด 10 หนูช๊อบชอบ (1998)
- Yuei Pen Sao Laew Mee Nee Mai Nia ยุ้ยเป็นสาวแล้ว ชุด 11 มีหนี้ไหมเนี่ย (1999)
- Yuei Pen Sao Laew Khoe Noo Naa ยุ้ยเป็นสาวแล้ว ชุด 12 ขอหนูนะ (2000)
- Tam Ha Khoo Man ชุด 13 ตามหาคู่หมั้น (2001)
- Joe Hua Jai ชุด 14 จอหัวใจ (2001)
- Phuea Khao Thang Nan ชุด 15 ผัวเขาทั้งนั้น (2002)
- Ja Road Mai Niea ชุด 16 จะรอดไหมเนี่ย (2002)
- Rak Oaa Hai Roae Bap ชุด 17 รักอ้อให้รอแป๊บ (2003)
- Khad Khon Ru Jai ชุด 18 ขาดคนรู้ใจ (2003)
- Khon Thai Kluea Miea ชุด 19 คนไทยกลัวเมีย (2003)
- Sud Yod ชุด 20 สุดยอด (2004)
- Rak Kao Thee Khao Lueam ชุด 21 รักเก่าที่เขาลืม (2005)
- Man Tong Yang Nan See ชุด 22 มันต้องยังงั้นซิ (2005)
- Khon Thai Dueam ชุด 23 คนไทยเดิม (2006)
- Naa Taa Khun Khun ชุด 24 หน้าตาคุ้นคุ้น (2007)
- Phood Mai Kid ชุด 25 พูดไม่คิด (2008)
- Yuei Maa Laew Jaa ชุด 26 ยุ้ยมาแล้วจ้า (2010)
- Phee Klam Hua ชุด 27 ผีคลำหัว (2018)